# 5 Dywizja Piechoty (III Rzesza)
5 (Wirttemberska) Dywizja Piechoty (niem. 5. Infanterie-Division) – niemiecka dywizja z czasów II wojny światowej, uczestniczyła w agresji Francję (1940) i ataku na Związek Radziecki (1941).

## Formowaanie i szlak bojowy
Sformowana w październiku 1934 roku pod ukrytą nazwą Kommandant von Ulm, miejsce stacjonowania sztabu Ulm. Na mocy rozkazu z dnia 15 października 1935 roku otrzymała oficjalną nazwę 5 Dywizja Piechoty. Stacjonowała w V Okręgu Wojskowym. Od 1 grudnia 1941 roku rozpoczęto proces przeformowywania w 5 Lekką Dywizję Piechoty, którą 6 lipca 1942 r. przemianowano na 5 Dywizję Strzelców.
Dywizja nie wzięła udziału w wojnie z Polską, natomiast w czasie kampanii francuskiej wykonywała działania drugorzędne. Do kwietnia 1941 r. pełniła obowiązki okupacyjne na terenie Francji. Od 22 czerwca 1941 uczestniczyła w ataku na Związek Radziecki i brała udział w walkach przeciw Armii Czerwonej. Została wykrwawiona w czasie bitwy pod Wiaźmą i wycofana do Francji w celu odbudowy i reorganizacji.

## Dowódcy dywizji
- gen. mjr Eugen Hahn 1 IV 1934 – 1 VIII 1938;
- gen. por. Wilhelm Fahrmbacher 1 IX 1939 – 24 X 1940;
- gen. mjr Karl Allmendinger 25 X 1940 – XI 1941.

## Struktura organizacyjna
Skład w sierpniu 1939
- 14  pułk piechoty: miejsce postoju sztabu, I  i III  batalionu – Konstancja, II  i rezerwowego batalionu – Weingarten;
- 56  pułk piechoty: miejsce postoju sztabu, I , II  i III  batalionu – Ulm;
- 75  pułk piechoty: miejsce postoju sztabu i III  batalionu – Fryburg Bryzgowijski, I  batalionu – Villingen, II  batalionu – Donaueschingen;
- 5  pułk artylerii: miejsce postoju sztabu, II  i III  dywizjonu – Ulm, I  dywizjonu – Donaueschingen;
- I  dywizjon 41  pułku artylerii ciężkiej: miejsce postoju – Ulm;
- 5  batalion pionierów: miejsce postoju – Ulm;
- 5  oddział przeciwpancerny: miejsce postoju – Villingen;
- 5  oddział łączności: miejsce postoju – Ulm;
- 5  oddział obserwacyjny: miejsce postoju – Ulm;